# Rankin (Texas)
Rankin település az Amerikai Egyesült Államok Texas államában, Upton megyében, melynek megyeszékhelye is. Lakosainak száma 780 fő (2020. április 1.).

## Népesség
A település népességének változása:

| 2010 | 778 |
| 2020 | 780 |